# Kronos Quartet
Kronos Quartet è un quartetto d'archi fondato nel 1973 dal violinista David Harrington. Dal 1978 il quartetto ha sede a San Francisco. Tra i vari riconoscimenti, il gruppo ha ottenuto diversi Grammy Award per la sezione della musica contemporanea.
Il Kronos Quartet esegue musica del '900 (da Bartok a Webern), contemporanea e minimalista (da John Cage a Steve Reich), diverse composizioni scritte appositamente da autori come Henryk Górecki, Philip Glass, e Witold Lutosławski, oltre a riproporre riletture jazz (Thelonious Monk e Bill Evans) e rock (Jimi Hendrix), fino alle esecuzioni insieme ad Astor Piazzolla, Bob Ostertag, Björk e a gruppi di percussionisti africani.
La formazione più longeva (1978–1999) era composta da Harrington e John Sherba al violino, Hank Dutt alla viola e Joan Jeanrenaud al violoncello.
Quando nel 1999 Joan Jeanrenaud abbandonò il quartetto per intraprendere una carriera da solista, la violoncellista Jennifer Culp prese il suo posto. Jeffrey Zeigler l'ha poi sostituita nel 2005, per essere sostituito, a sua volta, dalla violoncellista Sunny Yang, nel 2013.
Il quartetto ha inoltre contribuito assieme a Clint Mansell alla realizzazione della colonna sonora di Requiem for a Dream e The Fountain - L'albero della vita.

## Musica pubblicata
- Kronos Collection, Vol. 1, Boosey and Hawkes, 2007